# Posse de George Washington em 1793
A segunda posse de George Washington como presidente dos Estados Unidos foi realizada na câmara do Senado no Congress Hall, na Filadélfia, Pensilvânia, na segunda-feira, 4 de março de 1793. A posse marcou o início do segundo mandato de quatro anos de Washington como presidente e de John Adams como vice-presidente. O juramento presidencial de posse foi administrado a George Washington pelo Juiz Associado William Cushing. Esta foi a primeira posse a ocorrer na Filadélfia (então capital do país), e ocorreu exatamente quatro anos após o novo governo federal iniciar as operações sob a Constituição dos EUA.

## Discurso de posse
O segundo discurso de posse de George Washington continua sendo o mais curto já proferido, com apenas 135 palavras.

Caros cidadãos:
Sou novamente chamado pela voz do meu país para executar as funções de seu Magistrado Chefe. Quando a ocasião apropriada para isso chegar, eu me esforçarei para expressar o alto senso que nutro por esta distinta honra, e pela confiança que foi depositada em mim pelo povo da América unida.

Antes da execução de qualquer ato oficial do Presidente, a Constituição exige um juramento de posse. Este juramento estou prestes a fazer agora, e na sua presença: Que se for descoberto durante minha administração do Governo que eu violei em qualquer instância, voluntária ou conscientemente, as injunções do mesmo, eu posso (além de incorrer em punição constitucional) estar sujeito às repreensões de todos que agora são testemunhas da presente cerimônia solene.